# 毎日放送徳島支局
毎日放送徳島支局（まいにちほうそう とくしましきょく）は、毎日放送（MBS）が徳島県の報道（JNNニュース）取材のために設置された支局である。

## 概要
徳島県は民放テレビが四国放送（NNN/NNS）の1局のみ存在する。
あくまでも取材拠点であり、当然ながらTBS系列の放送を送信する施設等は一切ない。それゆえ、放送業務は行っておらず、地域により毎日放送・RSK山陽放送のいずれかを直接受信またはケーブルテレビの区域外再放送により視聴することになる。
ネットチェンジ以前にNETテレビ（現：テレビ朝日）系列の支局として活動していたかは不明。
なお、ラジオについてはラテ兼営かつJRN・NRNの双方に加盟している四国放送が取材活動を行っているため、基本的にテレビのみの取材業務としているが、テレビ系列のネットチェンジ以前は全国ニュースの担当を原則的に行っていなかったことから、自社のラジオニュースを対象とした取材も行っていた。

## 所在地
- 徳島県徳島市八百屋町2丁目11番地 ニッセイ徳島ビル6階